# Metamedium
Als Metamedium (Plural: Metamedien, auch Metamedia) bezeichnet man Medien, die ihre Inhalte aus anderen Medien beziehen. Solche übergeordneten („sekundären“) Metamedien ermöglichen oder erleichtern den Zugang zu „primären“ Medien. Sie dienen der Selektion, Straffung, Verdichtung oder Kommentierung des inhaltlichen Angebots der primären Medien. Das Konzept des Metamediums kann auf die gesamte Geschichte der gedruckten und elektronischen Medien (und bei diesen sowohl auf Hardware als auch auf Software) angewendet werden.
Im literaturwissenschaftlichen Kontext hat der Begriff eine andere, speziellere Bedeutung.

## Begriff
Der bis heute nicht einheitlich verwendete Begriff des Metamediums ist implizit bereits in Marshall McLuhans Unterscheidung zwischen „Inhalt“ und einem sekundären technischen (Meta-)„Medium“, welches die Inhalte präsentiert (z. B. gedruckte Zeitung, Fernsehempfänger), angelegt. Er wurde in datentechnischer Perspektive explizit zuerst 1977 von Alan Kay und Adele Goldberg gebraucht, die den Computer bzw. seine Benutzeroberfläche, sofern sie nach den Bedürfnissenfern Users gestaltet werden könnte, als Metamedium bezeichneten, mit dem andere Medien importiert werden könnten. In dieser Bedeutung wurde der Begriff später für den Personal Computer, das Smartphone und als Bezeichnung für alle digitale Plattformen benutzt, auf denen die Inhalte anderer Medien oder von Mediennutzern generierte Inhalte gebündelt und präsentiert werden. Damit sind fungieren Metamedien auch als (mehr oder weniger institutionalisierte) Diskurszusammenhänge.
Von Lev Manovich wurde der Begriff des Metamediums weiter expliziert. Manovich nutzte die Vorsilbe Meta-, um die „geschichteten“ Be- und Verarbeitungsebenen von Medieninhalten durch Metamedien wie z. B. Photoshop zu bezeichnen, die einzelne Momente der Information aus dem ursprünglichen Kontext herauslösen und veränderbar machen. Vilém Flusser benutzt den Begriff im metaphorischen Sinn für Medien, durch die andere Medien bzw. deren Inhalte vergleichbar gemacht werden. Die dadurch entstehenden Bezüge oder der Wechsel zwischen verschiedenen Medien bezeichnet man auch als Intermedialität.
In kommunikationstheoretischer bzw. systemtheoretischer Sicht ist metamediale Kommunikation eine Metakommunikation, die sich selektiv auf „darunter“ liegende Kommunikationsmedien im Sinne einer Beobachtung zweiter Ordnung bezieht. Dazu gehören z. B. Pressereviews oder die Rezensionsteile wissenschaftlicher Zeitungen, in denen eine Auswahl aus Presseorganen oder Büchern besprochen wird. Peter Zhang und Bill Guschwan beschreiben diese Funktion von Metamedien als Re-Fokalisierung des Wissens, welches in den Primärmedien enthalten ist, die ihrerseits bestimmte andere Aspekte fokalisieren.

## Arten von Metamedien
Technische Zugangsmedien (Endgeräte) ermöglichen bzw. regulieren den Zugang zu mehreren Primärmedien, z. B. audiovisuellen Rundfunkmedien. Zu den Orientierungsmedien zählen sowohl gedruckte als auch im Internet abrufbare Fernsehprogrammzeitschriften oder Telefonverzeichnisse, aber auch Suchmaschinen und Instrumente zur Erschließung von Bibliothekskatalogen oder Datenbanken. Die Orientierungshilfe innerhalb eines im Rohzustand unübersichtlichen Medienangebots wird entweder durch eine teilweise redaktionell überwachte Codierung in inhaltliche Kategorien, durch die Eingabe verschiedener Parameter in Suchmasken oder durch die Bereitstellung sogenannter Agenten geleistet, die mit Hilfe gespeicherter Suchparameter das Datenangebot selbsttätig filtern.
Digitale Orientierungsmedien wie die Google-Suche sind sehr mächtig und wirken zentralisierend, indem sie die Aufmerksamkeit auf die Inhalte lenken, die auch von anderen für relevant erachtet werden. Es handelt sich dabei meist um Meta-Meta-Medien, da sie Inhalte von Metamedien abgreifen. Sie lösen die Inhalte der von ihnen ausgelesenen Medien von deren spezifischen Medienträgern (Papier, Film) oder aus ihren Dateiformaten und erleichtern ihre Rückverfolgbarkeit, Vergleichbarkeit und andere mediale Querbezüge. So kann auch Hypertext als ein Orientierungs-Metamedium angesehen werden.
Ted Nelson bezeichnet die Logik des Vordringens von Metamedien als unaufhaltsam (inexorable): „We want to be able to jump from document to document, like a squirrel from branch to branch, passing through one document on the way to another, purchasing just that moment's portion.“

## Metamedialisierung als Prozess
Die Entwicklung von Metamedien ist eine Reaktion auf die steigenden Komplexität der Medien und auf die Überfülle von Informationen. Nach Auffassung mancher Autoren ist das gehäufte Auftreten von Metamedien (z. B. Programmzeitschriften mit in Deutschland 41 Millionen Lesern in 2008) ein charakteristisches Kennzeichen der Medien- bzw. Informationsgesellschaft mit ihrer wachsenden medialen Vielfalt. Auch als die ersten Suchmaschinen 1994/95 aufgebaut wurden, reagierten sie auf das Problem des exponentiellen Wachstums der im Netz verfügbaren Informationen. Metamedien stellen somit Selbstbeobachtungsmechanismen der Mediengesellschaft dar. Der Prozess der Installation und Bedeutungszunahme solcher Metamedien im Zuge der Moderne und insbesondere digitalen Transformation wird als „Metamedialisierung“ bezeichnet.
Bei digitalen Metamedien steht anders als etwa bei einem alphabetisch sortierten Bibliothekskatalog die Sammel- und Beobachtungsaufgabe nicht mehr im Vordergrund: Durch Selektion und Neukombination von Inhalten bzw. anderen Medien generieren sie neuen Inhalt und erzeugen auch nutzerspezifisch neue Relevanzen. So werden digitale Plattformen, die Hardware, Software, auf denen eine Vielzahl von Medien repräsentiert und kombiniert werden können, wie das Internet und das Smartphone heute als „individualisierbare Metamedien“ bezeichnet: Sie erlauben den Marketingstrategen, traditionelle Zielgruppenclusterungen und Segmentierungen des Marktes zu überwinden und immer zielgenauer das segment of one zu bedienen.
Metamedien können nicht nur die Inhalte anderer Medien aufnehmen und verbreiten, sondern auch selektiv verändern. Sie gestatten freie Kombinationen und Montagen und beeinflussen das Medienerlebnis dadurch auch affektiv. So bieten für Hegel wie für Walter Benjamin Kunstsammlungen als Vorläufer moderner Metamedien einen Rahmen, der räumlich und zeitlich Getrenntes zusammenführt und die solchermaßen simultan präsentierten Kunstwerke zwar ihres Kultwertes beraubt, dafür aber ihren Genusswert steigert. Metamedia verstärken so den Trend zur immediacy, indem sie die unmittelbare und gleichzeitige Wahrnehmung von Objekten aus verschiedenen Räumen und Zeiträumen gestatten. Israel Márquez betont eine andere psychologische Funktion der mobilen Metamedien, die ein synästhetisches Eintauchen in die Medienwelt gestatten.
Klassische Museen und Archive leiden oft an Überfülle und unzureichender Erschließung. In sog. Metamedia-Laboren werden traditionelle Medienarchive digital aufbereitet und nutzerorientiert in neuen Kontexten präsentiert, so etwa die archäologischen Forschungsergebnisse der Stanford University oder die Audio- und Videoaufnahmen des Montreux Jazz Digital Project.

## Metamedien, Algorithmen und Filterblasenbildung
Der Gedanke, dass ein Metamedium in der Lage sein sollte, die den einzelnen Medien inhärente, je unterschiedliche Fokalisierung und die dadurch entstehenden blinden Flecken bzw. den Bias zu neutralisieren, wurde von Marshall MacLuhan in seiner als metamediale Toolbox dienenden Aphorismen- und Exzerptsammlung The Book of Probes vorbereitet. Jedes neue Medium beinhaltet ältere Medien, und mit jeder neuen Mediengeneration werden McLuhan zufolge alte Fokalisierungen ausgelöscht. Es entstehen aber neue, und so könnte metamedial ausgehandelt werden, welcher Bias akzeptabel ist und welcher nicht.
Der einzelne Nutzer ist jedoch selten in der Lage, die Algorithmen digitaler Metamedien nachzuvollziehen, mit deren Hilfe sie Primärinformationen selektieren und aufbereiten, geschweige denn eigene Algorithmen zu entwickeln. Er muss oft eigene wertvolle Informationen abgeben, um von den Metamedien häufig redundante (und damit weniger wertvolle, wenn auch für ihn im speziellen Fall vielleicht nützliche) Informationen zu erhalten. Die Metamedien werden dadurch immer informierter; zugleich sind sie durch ihre Strukturannahmen, ihre semantischen Modelle, die Konstruktion ihrer Hierarchien oder die Art und Weise ihrer Codierung durch Menschen potenziell blind oder strukturell voreingenommen gegenüber bestimmten Sachverhalten. YouTube beispielsweise bietet den Zuschauern, die ein bestimmtes Video abrufen, immer wieder ähnliche Videos an. So können Filterblasen entstehen. Aber auch traditionelle Metamedien wie Telefonbücher weisen versteckte Informationsverzerrungen auf, etwa weil viele Telefonanschlüsse unter dem Namen von Männern verzeichnet sind.
Felix Maschewski und Anna-Verena Nosthoff bezeichnen die Entwicklung der Metamedien (z. B. der großen Suchmaschinen) in Anlehnung an Jürgen Habermas’ Buch Strukturwandel der Öffentlichkeit (1962) als „plattformökonomischen Infrastrukturwandel der Öffentlichkeit“, der durch Kommerzialisierung und Privatisierung gekennzeichnet sei: „Was früher nur Redaktionen und massenmedialen „Gatekeepern“ oblag, wird nun von Algorithmen übernommen, die Relevanzen nach aufmerksamkeitsökonomischen Performanzen sortieren und immer mehr regeln, was die User, wann, wie und von wem zu sehen bekommen.“

## Metamedialisierung im Journalismus
Der Prozess der Metamedialisierung im Journalismus wird auch als Prozess der Autopoietisierung oder Autologisierung des Journalismus definiert, also als ein Prozess der immer stärkeren Konzentration des Journalismus auf journalistische Produkte. Niklas Luhmann zufolge handelt es sich dabei also um Beobachtung zweiter Ordnung. In der journalistischen Arbeit müssen angesichts schwindender eigener Recherchekapazitäten immer mehr Presse-, Rundfunk- oder Filmarchive genutzt werden, die nur durch Metamedien (elektronische Kataloge, Suchmaschinen usw.) erschlossen, ausgewählt und weiterbearbeitet werden können. Metamedien sind in dieser Perspektive Medien, die Wissen über andere Medien anhäufen (so Stefan Weber), oder Arbeitsmittel, die neue Arbeitsmittel hervorbringen (so Gene Youngblood). Sie führen räumlich und zeitlich Getrenntes zusammen und erlauben dessen simultane Präsentation. Metamedien sollen den Journalisten auch dabei helfen, wissenschaftlich zuverlässiges Wissen von irrelevanten Informationen und Fake News zu unterscheiden. So scannt das private Science Media Center Germany – ein disziplinübergreifender Fachinformationsdienst – Fachzeitschriften mit dem Anspruch, registrierten Journalisten eine Überprüfung von Aussagen mit Hilfe einer Datenbank zu erleichtern.

## Rechtliche Aspekte
Da Metamedien andere Medien beobachten und deren Inhalte abgreifen, werfen sie komplizierte Fragen hinsichtlich der Eigentumsrecht an den Informationen und der Haftung für die Selektion, Richtigkeit und Weitergabe von Informationen auf. Außerdem entstehen wettbewerbsrechtliche Probleme. Als demokratiegefährdend wird von vielen Kritikern die Praxis der führenden Suchmaschinen bezeichnet, ihre länderspezifischen Angebote an in diesen Ländern geltende Bestimmungen anzupassen, um eine rechtliche Haftung zu vermeiden. So konnte eine Untersuchung zeigen, dass die deutsche und französische Google-Version im Gegensatz zu Google.com nationalsozialistische Inhalte unterdrückt.

## Abweichende Begriffsverwendung in der Literaturwissenschaft
Neben den datenzentrierten Begriffsbestimmungen gibt es andere, teils erheblich abweichende in der Literaturwissenschaft. Hier wird entweder Metamedialisierung (analog zur Verwendung des Begriffs im Hinblick auf den Journalismus) als Trend zur Konzentration der Literatur auf literaturinterne Themen – wie dies viele postmoderne Romane kennzeichnet – oder „Metamedialität“ als das „Übereinander“ von unterliegendem Prätext und kommentierendem Metatext verstanden, wobei im Metatext auch die Form des Mediums kommentiert oder ironisiert werden kann. Auch können Texte von James Joyce, Ezra Pound oder solche in der Art einer Menippeischen Satire als Form der metamedialen Verlinkung mit Ideen außerhalb des gegenwärtigen Kontextes verstanden werden, dessen Linearität dadurch durchbrochen wird. Darin ähnelt ihre Funktion denen von Hyperlinks, durch welche ein einzelnes Wort oder ein Satzteil innerhalb des Textes mit Ideen außerhalb des Kontextes assoziiert wird. Der Zusammenhang mit dem Begriff des Rhizoms von Gilles Deleuze und Félix Guattari liegt hier nahe: „Ein Rhizom kann an jeder beliebigen Stelle gebrochen und zerstört werden, es wuchert entlang seiner eigenen oder anderen Linien weiter.“
Der Begriff metamedial wird aber auch für metafiktionale Text- und Gestaltungselemente verwendet, welche dem Rezipienten die Fiktionalität eines Werkes im Sinne seiner „Künstlichkeit“ oder „Erfundenheit“ verdeutlichen oder die erfolgreiche Kontrolle des Autors über sein Werk indizieren sollen. Dazu zählen kompositorische und gestalterische Mittel wie Schrifttype, -größe, -farbe, Papier, Buchumschlag usw., also die Materialität des Trägermediums. Alexander Starre definiert Metamedialität als eine Form künstlerischer Selbstreferenz, die die Aufmerksamkeit auf das Werk als Artefakt lenkt, in dem es eine Beziehung zwischen dem Inhalt und den materialen Qualitäten des Trägermediums herstellt und somit einen sensorisch-ästhetischen Zugang zum Kunstwerk als Einheit von Inhalt und Trägermedium bietet. Die materiellen Eigenschaften der Trägermedien werden damit zu Zeichen in einem hybriden semiotischen Gefüge. Für solche ästhetischen Strategien sind moderne Comics gute Beispiele. Daher ist in der Literaturwissenschaft nicht immer eindeutig bestimmbar, was Inhalt und Metamedium ist, da letzteres nicht immer ein dingliches Randphänomen sein muss. Eine Hierarchisierung der verschiedenen Ebenen ist also nicht möglich.
Während also in der digitalen Welt das Metamedium die Ablösung der ursprünglichen Information vom Trägermedium oder die Herauslösung der Information aus ihrem Datenformat ermöglicht, bezeichnet Metamedialität in der Literaturwissenschaft mitunter das Spannungsverhältnis zwischen dem Text und seinem Trägermedium bzw. dessen stofflichen Eigenschaften.